# Bien normal
En economía un bien normal es aquel que, al aumentar el ingreso del consumidor, también aumenta la demanda de dicho bien.

## Definición
En microeconomía, al estudiar los factores que determinan la demanda de un bien se enumeran los siguientes elementos de influencia: el precio del propio bien, el ingreso del sujeto que demanda, el precio de los otros bienes y los gustos o preferencias de los consumidores.
Al profundizar en la influencia del ingreso de un sujeto sobre la demanda de un bien se observa que la reacción de la demanda de un individuo,  por los cambios que se produzcan en su ingreso, puede ser de diferente manera. Así se distinguen diferentes categorías de bienes, según cual sea esa reacción.
Los bienes denominados normales son aquellos que ante un aumento del ingreso del consumidor, la demanda de dicho individuo hacia ese bien también aumenta. Al contrario cuando el ingreso del individuo desciende, también desciende el consumo de ese bien, es decir el consumo de ese bien varía en el mismo sentido que el ingreso del individuo.

## Ejemplo
A título de ejemplo, si estudiamos el comportamiento de una consumidora, por ejemplo Laura, con respecto a los zapatos, comprobamos que Laura tiene una renta de 15.000 unidades monetaria anuales y compra 2 pares de zapatos al año. Cuando su renta asciende hasta 50.000 unidades monetarias anuales, su consumo de zapatos se incrementa hasta 6 zapatos al año. Entonces podemos afirmar que los zapatos se comportan como un bien normal. Este análisis será correcto en la medida en que en el caso que hemos estudiado hayan permanecido invariables el resto de los factores que influyen en la demanda de zapatos.
Un bien Normal puede fácilmente transformase a un bien inferior y viceversa.

## Bienes de primera necesidad y bienes de lujo
Dentro de los bienes normales, la teoría económica suele distinguir entre bienes superiores o de lujo y bienes de primera necesidad.
Los bienes de lujo son aquellos en los que el consumo aumenta más rápido que la renta. Por el contrario, para los bienes de primera necesidad, cuando aumenta la renta aumenta su consumo, pero este crecimiento es más lento que el de la propia renta.
No todos los bienes son "normales". También existen los bienes denominados inferiores, en los que una subida de la renta de un sujeto provoca una disminución en la demanda de ese bien.

## Curva de Engel
La curva de Engel muestra la variación de la demanda ante las variaciones de la renta. Permite observar el distinto comportamiento de los bienes en los distintos trayectos de renta. Mientras que en los tramos en que la curva es creciente el bien se comporta como un bien normal, en los tramos en los que es decreciente el bien se comporta como un bien inferior.

## Elasticidad
La elasticidad de la demanda renta es el grado en que la cantidad demandada (Q) responde a las variaciones de la renta (R).
- Una elasticidad demanda renta inferior a cero significa que el bien es inferior.
- Una elasticidad demanda renta entre cero y uno significa que el bien es normal de primera necesidad.
- Una elasticidad demanda renta mayor que uno significa que el bien es normal de lujo.